# Nouvelle Union populaire écologique et sociale
De Nouvelle Union populaire écologique et sociale (NUPES), voordien gekend als de Union populaire, is een Franse verkiezingscoalitie van linkse partijen. 
Ze werd gevormd in voorbereiding op de presidentsverkiezingen van 2022, waarin Jean-Luc Mélenchon van La France insoumise de belangrijkste kandidaat van links was. De coalitie bleef echter beperkt en Mélenchon eindigde als derde in de eerste ronde. Voor de eerste ronde van de parlementsverkiezingen op 12 juni 2022 voegden onder andere Europe Écologie-Les Verts, de Parti communiste français en de Parti socialiste zich bij de alliantie en werd gekozen voor de nieuwe naam. Het blok telt 19 deelnemende partijen. 
De coalitie won 151 zetels in de Nationale Vergadering. Daarmee werden ze de grootste coalitie na Macrons Renaissance. Toch was de uitslag een teleurstelling voor links, dat voordien beter had gepeild, en kon NUPES de sterke groei van Le Pens Rassemblement national van 8 naar 89 zetels niet voorkomen. De verschillende partijen in NUPES vormden geen gezamenlijke fractie in het parlement, maar vier aparte fracties: La France insoumise, 75 zetels; GDR, 22 zetels; ecologisten, 23 zetels; en socialisten en verwanten, 27 zetels. Terwijl Mélenchon niet wenste te onderhandelen met Macron voor de vorming van een regering, waren Olivier Faure (PS) en Fabien Roussel (PCF) daartoe wel bereid.

## Samenstelling
- La France insoumise en bondgenoten
  - La France insoumise
  - Parti de Gauche
  - Ensemble !
  - Picardie debout
  - Révolution écologique pour le vivant
  - Parti ouvrier indépendant
  - Rézistans Égalité 974
- Pôle ecologiste
  - Europe Écologie-Les Verts
  - Génération.s
  - Génération écologie
  - Les Nouveaux Démocrates
- PCF en bondgenoten
  - Parti communiste français
  - Pour La Réunion
  - Tavini Huiraatira
  - Péyi-A
- PS en bondgenoten
  - Parti socialiste
  - Place publique
  - Nouvelle donne
  - Mouvement pour le développement de Mayotte